# Eddy Le Huitouze
Eddy Le Huitouze (ur. 3 kwietnia 2003 w Lorient) – francuski kolarz szosowy i torowy.

## Osiągnięcia

### Kolarstwo szosowe
Opracowano na podstawie:
2020
- 1. miejsce w mistrzostwach Francji juniorów (jazda indywidualna na czas)

2021
- 3. miejsce w mistrzostwach Europy juniorów (jazda indywidualna na czas)
- 3. miejsce w Chrono des Nations juniorów

2022
- 3. miejsce w mistrzostwach Europy U23 (jazda indywidualna na czas)

### Kolarstwo torowe
Opracowano na podstawie:
2020
- 3. miejsce w mistrzostwach Europy juniorów (omnium)

2021
- 3. miejsce w mistrzostwach Europy juniorów (omnium)
- 2. miejsce w mistrzostwach Europy juniorów (wyścig drużynowy na dochodzenie)

## Rankingi

### Kolarstwo szosowe
| Rok             | 2022 | 2023  | 2024 |
| --------------- | ---- | ----- | ---- |
| World Ranking   | 562. | 1383. | 725. |
| UCI Europe Tour | 438. | -     | -    |
|                 |      |       |      |
| Źródło: UCI     |      |       |      |